# Орєшнікова Наталія Анатолівна
Орєшнікова Наталія Анатоліївна (нар. 13 вересня 1970, Ужгород, Закарпатська область) — заслужена артистка України, українська театральна акторка та режисер, головний режисер Закарпатського академічного обласного театру ляльок.

## Життєпис
Освіту здобувала у Харківському державному інституті мистецтв ім. І. Котляревського, спеціальність «акторське мистецтво театру ляльок».
У 2018 році закінчила з відзнакою Київський національний   університет театру,кіно і телебачення  імені І.К. Карпенка – Карого, здобула  кваліфікацію: ступінь вищої освіти  бакалавр напрям підготовки «Театральне мистецтво», спеціалізація «Режисер театру ляльок». У 2020 році  з відзнакою закінчила Київський національний   університет театру,кіно і телебачення  імені І.К. Карпенка – Карого здобула  кваліфікацію: ступінь вищої освіти  магістр,  спеціальність - сценічне мистецтво, освітня програма - Мистецтво театру ляльок.
У театрі ляльок із 1987 року. За цей час стала провідним майстром сцени.
- З 2006 року — головний режисер Закарпатського академічного обласного театру ляльок.

- Член Національної спілки театральних діячів України. 1990
- Член Міжнародної спілки діячів театру ляльок (УНІМА–Україна). 2012
- Почесне звання «Заслужена артистка України». 2008

Постановки Наталії Орєшнікової успішно проходять на сцені театру ляльок, здобувають перемоги та відзнаки на престижних театральних фестивалях.

## Творчість

### Акторські роботи
У репертуарі Закарпатського обласного театру ляльок:
1. «Золоте курча». В. Орлов
2. «Кицьчин дім». С. Маршак
3. «Колобок». Е. Патрик
4. «Хлопчик у сорочці». О. Кузьмін
5. «Про Янка-дурня, Чорта і сиротинку Мариську». О. Жюгжда
6. «Недотепа із Вертепа». Д. Кешеля
7. «Сам» за Д.Дефо
8. «Крыша поехала в гости к забору». Ф. Кривін
9. «Робокоп та його друзі». Я. Мер
10. «Бармалій». К. Чуковський
11. «Здрастуйте, я ваша Муза, або лялькотерапія». Н. Орешнікова, Л. Кривчик
12. «Невгамовний Дорофій». Н. Гернет, Т. Гуревич
13. «Відлуння королів». В. Поспішилова
14. «Жирафа і носоріг». Г. Хорст
15. «Пан Кіт-Пройдисвіт». А. Солоняк, П. Бронштейн за Ш. Перро
16. «Незвичайні змагання». Г. Сперанський
17. «Маленька фея». В. Рабадан
18. «Красуня і Чудовисько». О. Жюгжда
19. «Казка про трьох поросят». Л. Лі
20. «Сніговички та сонечко». О. Веселов
21. «Різдвяний вертеп». О. Кузьмін
22. «Гаманець з двома грошима». І. Крянге
23. «Лелеченя та опудало». Л. Лопейська та Г. Крчулова
24. «Хом'ячок і Північний вітер». Х. Паукш
25. «Сонячний промінець». О. Попеску
26. «Теремок». С. Маршак
27. «Поросятко Чок». М. Туровер, Я. Мирсакова
28. «Кам'яна гора». Ю. Чорі
29. «Кіндер-сюрприз». О.Куцик
30. «Принцеса-стрибунка». Л. Дворський
31. «Чарівне кресало» за Г. Х. Андерсеном
32. «Ковбойська історія». О.Макеєв
33. «Казка про рибака та рибку». О. Пушкін
34. «Як Лисичка пташкою була». О. Кузьмін
35. «Буква Я». Б. Заходер
36. «Лісова пісня». Леся Українка
37. «Коняги». Р. Москова
38. «Новорічно-різдвяні інтермедії»

### Режисерські роботи
2005 — «Здрастуйте, я ваша Муза, або лялькотерапія». Н. Орєшнікова, Л. Кривчик
2006 — «Енеїда». Я. Стельмах за І. Котляревським
2007 — «Спляча красуня» за Ш. Перро
2008 — «Малюк і Карлсон» за А. Ліндгрен
2008 — «Дід Кузьма та Юрба». О. Кузьмін
2009 — «Бука». М. Супонін
2010 — «Чукокола». К. Чуковський
2011 — «Ми — назавжди». С. Козлов
2011 — «Цирк Івана Сили». О. Гаврош
2012 — «Кішки-мишки та сиру трішки». Д. Урбан
2013 — «Попелюшка. Спогад про нездійсненне». Т. Габбе за Ш. Перро
2014 — «Раз хатинка, два хатинка». М. Шувалов
2014 — «Лялькова забава — прадавня справа». Л. Кривчик, Е. Григор'єва
2015 — «Співоче поросятко». С. Козлов, В. Підцерковний
2016 — «Лялькові фантазії»   вистава-концерт
2017 — «Чарівні слова» В. Довлетов
2018 — «Трям! Привіт!» С. Козлов
2018 — «Про Валибука, принцесу Небійся та Довгоборода» П. Угер
2019 — «Зоряний Малюк» Є. Тищук
2019  — «Мишка та рожева стрічка» Р. Неупокоєв
2020 — «Бонжур, Катрусю!» за Ш. Перро
2020 — «Вечори на хуторі, або билиці про вічне..." за М. Гоголем

## Нагороди та визнання
Відзнаки за акторські роботи
- 1996 — Лауреат премії у галузі театрального мистецтва імені братів Євгена та Юрія-Августина Шерегіїв Закарпатської обласної державної адміністрації та Закарпатської обласної ради. Номінація «За створення образів у лялькових виставах» за ролі у виставі «Кицьчин дім» Самуїла Маршака
- 1998 — Диплом V Міжнародного фестивалю «Інтерлялька–98» у номінації «Кращий акторський дует» за ролі у виставі «Про Янка-дурня, Чорта і сиротинку Мариську» Олега Жюгжди
- 1999 — Грамота Міністерства культури України
- 2002 — Лауреат премії у галузі театрального мистецтва імені братів Євгена та Юрія-Августина Шерегіїв Закарпатської обласної державної адміністрації та Закарпатської обласної ради. Номінація «Найкраща акторська роль у виставі для дітей» за ролі у виставі «Сніговички та сонечко» Олега Веселова
- 2003 — Грамота Національної спілки театральних діячів України
- 2004 — Лауреат премії у галузі театрального мистецтва імені братів Євгена та Юрія-Августина Шерегіїв Закарпатської обласної державної адміністрації та Закарпатської обласної ради. Номінація «Найкраща акторська роль у виставі для дітей. Акторський ансамбль» за ролі у виставі «Недотепа із Вертепа» Дмитра Кешелі
- 2005 — Почесна грамота Міністерства культури і туризму України.
- 2007 — Диплом Міжнародного фестивалю театрів ляльок «Катовіце — дітям» (м. Катовіце, Польща). Номінація «За кращу жіночу роль» у виставі «Недотепа із Вертепа» Дмитра Кешелі
- 2010 — Диплом XII Міжнародного фестивалю театрів для дітей «Інтерлялька–2010» (м. Ужгород, Україна). Номінація «За кращу жіночу роль» у виставі «Лісова пісня» Лесі Українки
- 2010 — Лауреат премії у галузі театрального мистецтва імені братів Євгена та Юрія-Августина Шерегіїв Закарпатської обласної державної адміністрації та Закарпатської обласної ради. Номінація «Найкраща акторська роль у виставі для дітей. Акторський ансамбль» за ролі у виставі «Коняги» Ради Москової
- 2011 — Диплом Міжнародного фестивалю театрів ляльок (м. Галас, Румунія) у номінації «Найкраща жіноча роль» за ролі у виставі «Недотепа із Вертепа» Дмитра Кешелі
- 2012 — Диплом II Всесвітнього карнавалу ляльок (м. Алмати, Казахстан) у номінації «Найкраща актриса» за виставу «Недотепа із Вертепа» Дмитра Кешелі
- 2013 — Диплом Всеукраїнського огляду-конкурсу Міжнародної спілки діячів театру ляльок (УНІМА–Україна) «Прем'єри сезону» «За кращу роботу серед жінок сезону 2012—2013 рр.» за роль у виставі «Тричі славний розбійник Пинтя» Олександра Гавроша.

Відзнаки за режисерські роботи
- 2007 — Лауреат премії у галузі театрального мистецтва імені братів Євгена та Юрія-Августина Шерегіїв Закарпатської обласної державної адміністрації та Закарпатської обласної ради. Номінація «Режисерсько-постановочна група» за виставу «Енеїда» за Іваном Котляревським
- 2013 — Диплом XIV Міжнародного фестивалю театрів для дітей «Інтерлялька–2013» (м. Ужгород, Україна). Номінація «За втілення ідеї створення першого закарпатського мюзиклу з ляльками» за виставу «Цирк Івана Сили» Олександра Гавроша
- 2015 — Нагорода Міжнародного фестивалю «Дні лялькового театру та ігор для всієї родини VIRVAR–2015» (м. Кошице, Словаччина). Номінація «За кращу виставу» за виставу «Дід Кузьма та юрба» Олександра Кузьміна
- 2015 — Грамота Національної спілки театральних діячів України.